# Франц Штангль

Франц Шта́нгль (нім. Franz Stangl; *26 березня 1908, Альтмюнстер — †28 червня 1971, Дюссельдорф) — Гауптштурмфюрер СС, комендант концентраційних таборів — Собібор; Треблінка.
Народився 26 березня 1908 р. в містечку Альтмюнстер в Австрії в сім'ї військовослужбовця. З 1923 р. у віці 15-и років, працював на текстильній фабриці. В 1931 р. пішов на службу в земельну поліцію Лінца і досить швидко дослужився до чиновника політичного відділу поліції, що вів боротьбу, як з лівими, так і з правими силами. В 1934 р. приєднався до нацистського руху.
У березні 1938 р. вступив в НДСАП (нім. NSDAP) в Австрії. В листопаді 1940 р. покликаний до Берліна, де йому було доручено по лінії СС керувати здійсненням програми евтаназії (умертвіння) в інституті в Хартгеймі, поблизу Лінца. За допомогою евтаназії передбачалося знищувати психічнохворих і важкохворих людей, які не піддаються лікуванню.
У березні 1942 р. керував створенням концентраційного табору Собібор, а через два місяця став його комендантом і пробув на цій посаді до вересня цього ж року. У вересні 1942 р. призначений на посаду коменданта концентраційного табору смерті Треблінка. За час його керівництва табором, там було знищено близько 700 (за іншими даними 900) тис. людей. Шлях до Треблінки відкривався наступним чином; Будівля (довгий барак) була обладнана газовими камерами, розташовувалась зліва. Одразу по лівій стороні за цим довгим бараком розпочинався, як казали німці «Reise bis Himmel» (шлях до небес). На великому відкритому майданчику працював так званий «сортувальний загін», який розбирав гору речей померлих. Неподалік розміщувався екскаватор, який викопував ями для трупів. 2 серпня 1943 р. відбулося масове повстання в таборі, декілька сотень в'язнів зуміли втекти. Згодом повстання було придушене. Штангль через місяць разом зі своїм штабом були переведені в Трієст. Там він працював в концентраційному таборі Сан-Сабба — головному таборі на Адріатичному узбережжі.
В 1945 р. повернувся в Австрію, де був заарештований. В 1948 р. організував втечу і через Італію добрався в Сирію, де жив під власним прізвищем. В 1951 р. переїхав в Бразилію. Жив і працював в містечку Сан-Пауло. На початку 60-их рр. його особу було ідентифіковано, і його заарештували. В 1967 р. виданий владі Федеративної Республіки Німеччини. В 1970 р. засуджений до довічного позбавлення волі.
Очолюючи «фабрику смерті» Треблінка, Штангль все ж таки залишався люблячим чоловіком та батьком. Якось в інтерв'ю запитали його дружину Терезу Штангль:
«Як ви гадаєте, що би було, якщо б ви в якийсь момент поставили чоловіка перед вибором — Я розумію загрожуючу для тебе небезпеку, але попереджую: або ти йдеш геть зі своєї страшної роботи, або ми з дітьми йдемо геть від тебе?»
Тереза Штангль:

«Напевне, якщо б я поставила його перед вибором — Треблінка або я — він би… так… він, зрештою, вибрав би мене…»
Помер 28 червня 1971 р. у в'язниці Дюссельдорфа.

## Нагороди
- Австрійський Орел на зелено-білій стрічці (1934)
- Почесний знак Кобург
- Хрест Воєнних заслуг
  - 2-го класу з мечами
  - 1-го класу з мечами (1942) — за роботу у КТ Треблінка; орден вручений особисто Генріхом Гіммлером